# Grands Prix automobiles de la saison 1906
avant 1906 1907
La saison de Grands Prix automobiles 1906 est la première saison de Grand Prix de l'histoire du sport automobile. Elle comportait une seule Grande Épreuve : le Grand Prix de France.

## Grands Prix de la saison

### Grandes Épreuves
| Grand Prix                                | Circuit | Date          | Pilote vainqueur | Constructeur vainqueur | Résultats |
| ----------------------------------------- | ------- | ------------- | ---------------- | ---------------------- | --------- |
| Grand Prix de l'Automobile Club de France | Sarthe  | 26 et 27 juin | Ferenc Szisz     | Renault                | Résultats |

### Autres Grands Prix
| Grand Prix                                | Circuit     | Date         | Pilote vainqueur | Constructeur vainqueur | Résultats |
| ----------------------------------------- | ----------- | ------------ | ---------------- | ---------------------- | --------- |
| Course cubaine                            | La Havane   | 12 février   | Victor Demogeot  | Darracq                | Résumé    |
| Targa Florio                              | Madonies    | 6 mai        | Alessandro Cagno | Itala                  | Résumé    |
| Circuit des Ardennes                      | Bastogne    | 13 août      | Arthur Duray     | De Dietrich            | Résumé    |
| Phase éliminatoire de la coupe Vanderbilt | Long Island | 22 septembre | Joe Tracy        | Locomobile             | Résumé    |
| Coupe Vanderbilt                          | Long Island | 6 octobre    | Louis Wagner     | Darracq                | Résumé    |
| Coupe des Voiturettes                     | Rambouillet | 12 novembre  | Georges Sizaire  | Sizaire-Naudin         | Résumé    |

- N.B : en italique, les courses de voiturettes